# .ug
.ug è il dominio di primo livello nazionale assegnato all'Uganda.